# Frangula longipes
Frangula longipes là một loài thực vật có hoa trong họ Táo. Loài này được (Merr. & Chun) Grubov mô tả khoa học đầu tiên năm 1949.